# Epiry
Epiry és un municipi francès, situat al departament del Nièvre i a la regió de Borgonya - Franc Comtat. L'any 2007 tenia 199 habitants.

## Demografia

### Població
El 2007 la població de fet d'Epiry era de 199 persones. Hi havia 96 famílies, de les quals 40 eren unipersonals (12 homes vivint sols i 28 dones vivint soles), 28 parelles sense fills, 20 parelles amb fills i 8 famílies monoparentals amb fills.
La població ha evolucionat segons el següent gràfic:
Habitants censats

### Habitatges
El 2007 hi havia 184 habitatges, 100 eren l'habitatge principal de la família, 66 eren segones residències i 18 estaven desocupats. 169 eren cases i 10 eren apartaments. Dels 100 habitatges principals, 75 estaven ocupats pels seus propietaris, 21 estaven llogats i ocupats pels llogaters i 4 estaven cedits a títol gratuït; 7 tenien una cambra, 15 en tenien dues, 28 en tenien tres, 30 en tenien quatre i 19 en tenien cinc o més. 63 habitatges disposaven pel capbaix d'una plaça de pàrquing. A 40 habitatges hi havia un automòbil i a 39 n'hi havia dos o més.

### Piràmide de població
La piràmide de població per edats i sexe el 2009 era:
| Homes | Edats   | Dones |
| ----- | ------- | ----- |
| 0     | 95 o +  | 0     |
| 0     | 90 a 94 | 0     |
| 4     | 85 a 89 | 4     |
| 0     | 80 a 84 | 8     |
| 0     | 75 a 79 | 16    |
| 8     | 70 a 74 | 12    |
| 8     | 65 a 69 | 4     |
| 0     | 60 a 64 | 0     |
| 8     | 55 a 59 | 0     |
| 8     | 50 a 54 | 4     |
| 4     | 45 a 49 | 8     |
| 8     | 40 a 44 | 8     |
| 4     | 35 a 39 | 12    |
| 8     | 30 a 34 | 0     |
| 8     | 25 a 29 | 12    |
| 4     | 20 a 24 | 4     |
| 0     | 15 a 19 | 0     |
| 4     | 10 a 14 | 0     |
| 12    | 5 a 9   | 4     |
| 12    | 0 a 4   | 8     |

## Economia
El 2007 la població en edat de treballar era de 121 persones, 82 eren actives i 39 eren inactives. De les 82 persones actives 76 estaven ocupades (42 homes i 34 dones) i 6 estaven aturades (2 homes i 4 dones). De les 39 persones inactives 20 estaven jubilades, 2 estaven estudiant i 17 estaven classificades com a «altres inactius».

### Ingressos
El 2009 a Epiry hi havia 100 unitats fiscals que integraven 192,5 persones, la mediana anual d'ingressos fiscals per persona era de 14.374 €.

### Activitats econòmiques
Dels 9 establiments que hi havia el 2007, 2 eren d'empreses extractives, 1 d'una empresa alimentària, 1 d'una empresa de construcció, 1 d'una empresa de comerç i reparació d'automòbils, 2 d'empreses d'hostatgeria i restauració, 1 d'una empresa immobiliària i 1 d'una empresa classificada com a «altres activitats de serveis».
Dels 3 establiments de servei als particulars que hi havia el 2009, 1 era un taller de reparació d'automòbils i de material agrícola, 1 lampisteria i 1 restaurant.
L'únic establiment comercial que hi havia el 2009 era una fleca.
L'any 2000 a Epiry hi havia 10 explotacions agrícoles que ocupaven un total de 1.100 hectàrees.

## Equipaments sanitaris i escolars
El 2009 hi havia una escola maternal integrada dins d'un grup escolar amb les comunes properes formant una escola dispersa.

## Poblacions més properes
El següent diagrama mostra les poblacions més properes.